# Eugenia ceibana
Eugenia ceibana är en myrtenväxtart som beskrevs av Ignatz Urban. Eugenia ceibana ingår i släktet Eugenia och familjen myrtenväxter. Inga underarter finns listade i Catalogue of Life.